# Aleixo II Comneno
Aleixo II Comneno (em grego: Αλέχιος Β’ Κομνηνός; romaniz.: Alexios II Komnēnos) (10 de setembro de 1169 – outubro de 1183), imperador bizantino entre (1180-1183), era filho do imperador Manuel I Comneno e de Maria, filha de Raimundo, príncipe de Antioquia. Foi o herdeiro varão tão desejado pelos pais, e foi baptizado Aleixo em cumprimento da profecia AIMA.

## Reinado e morte

O império em 1180, quando Aleixo II tornou-se imperador

Por morte de Manuel, em 1180, Maria, que se tornara freira sob o nome de Xena ("estrangeira"), assumiu o cargo de regente (segundo alguns historiadores). Afastou o seu jovem filho do poder, empossando antes o protosebasto Aleixo (primo de Aleixo II), que se acreditava ser amante da regente. Os amigos do jovem Aleixo II tentaram criar um partido contra a imperatriz-mãe e o protosebasto; a irmã de Aleixo II, Maria Comnena, mulher do césar João (Rainério de Monferrato), provocou desordens e motins nas ruas da capital.
A revolta foi derrotada a (2 de maio de 1182), mas Andrónico Comneno, primo direito do falecido imperador Manuel, tirou partido da desordem para tentar usurpar a coroa, entrando em Constantinopla, onde foi recebido quase com honras divinas, e derrubou o governo. A sua chegada foi assinalada por um massacre dos latinos na cidade, em especial dos mercadores venezianos, que Andrónico nada fez por evitar ou deter. Permitiu a coroação de Aleixo II, mas foi responsável pela morte da maior parte dos actuais e eventuais apoiantes daquele, incluindo a sua mãe, meia-irmã e do césar, e recusou-lhe qualquer intervenção nos assuntos públicos.
O noivado de Aleixo II com Inês da França, filha de Luís VII e da sua terceira esposa Adélia de Champanhe, em 1180, então com nove anos, não se concretizou em casamento. Andrónico foi formalmente elevado a co-imperador e pouco tempo depois, com o pretexto de que a governação dividida era nociva para o império, mandou estrangular Aleixo II com uma corda de arco, em outubro de 1183.